# Jiří Tuž
Jiří Tuž (* 23. November 2004) ist ein tschechischer Skilangläufer.

## Werdegang
Tuž, der für den Dukla Liberec startet, nahm von 2019 bis 2023 an U18 und U20-Rennen im Alpencup teil und belegte bei den Junioren-Skiweltmeisterschaften 2022 in Lygna den 31. Platz im Sprint, den 29. Rang über 10 km klassisch sowie den 11. Platz  mit der Staffel. Zudem kam er bei den Junioren-Skiweltmeisterschaften 2023 in Whistler auf den 65. Platz über 10 km Freistil und jeweils auf den 14. Rang im Sprint sowie im 20-km-Massenstartrennen und bei den Junioren-Skiweltmeisterschaften 2024 in Planica auf den 31. Platz über 10 km klassisch, auf den achten Rang mit der Staffel sowie auf den siebten Platz im Sprint. Beim Europäischen Olympischen Winter-Jugendfestival im März 2022 in Vuokatti gewann er die Silbermedaille über 7,5 km klassisch und lief auf den 13. Platz im Sprint, auf den zehnten Rang über 10 km Freistil sowie auf den siebten Platz mit der Mixed-Staffel. Erstmals im Skilanglauf-Weltcup startete er im März 2024 in Lahti und holte dort mit dem 47. Platz im Sprint sowie den 46. Rang über 20 km klassisch seine ersten Weltcuppunkte. In der Saison 2024/25 kam er in Les Rousses mit dem 25. Platz im Sprint sowie in Engadin mit dem 23. Platz im Sprint erneut in die Punkteränge und erreichte in Falun mit dem fünften Platz im Sprint seine erste Top-Zehn-Platzierung im Weltcup. Bei den U23-Weltmeisterschaften 2025 in Schilpario belegte er den 45. Platz über 10 km Freistil, den 23. Rang im 20-km-Massenstartrennen, den 13. Platz mit der Mixed-Staffel und den vierten Platz im Sprint.